# 북부독일방송
북부독일방송(NDR, 독일어: Norddeutscher Rundfunk)은 함부르크에 위치한 ARD계열 방송국으로 함부르크와 니더작센, 슐레스비히홀슈타인, 메클렌부르크포어포메른을 가청권으로 하고 있다.
1945년 9월 22일에 개국되었던 북서독일방송에서 1955년 12월 31일에 서부독일방송과 함께 분리되었다. 이후 1959년 9월 1일에 라디오 방송을 시작하였다.
NDR의 구신료는 2009년 9월 9일 텔레비전-라디오 경합의 경우 17.03 유로, 라디오만을 받을 경우 5.52 유로를 받는다.

## 텔레비전 채널
- Das Erste : ARD의 전국 방송 채널.
- NDR Fernsehen : NDR의 지역 방송 채널로 1965년 1월 4일 RB, SFB와의 연합으로 Norddeutsches Fernsehen(북부독일 텔레비전)이란 이름으로 개국하였다. 1989년에는 "Nord 3 (줄여서 'N3')이었다가 2001년 12월 3일 현재의 이름이 되었다. 일부 라디오 브레멘의 프로그램도 송출한다.
원래에는 서베를린과 브레멘에서도 방송되었으나 서베를린은 SFB1[1], 브레멘은 Radio Bremen TV(rb.tv)라는 별도의 방송국으로 나뉘었다.
- tagesschau24 : NDR에서 관리하는 24시간 뉴스 채널.

## 라디오 채널
- NDR 1 : 중장년 대상 음악 채널로 각 지역별 방송을 편성한다.
  - NDR 90.3 : 함부르크 지역 방송.
  - NDR 1 Niedersachsen : 니더작센 지역 방송.
  - NDR 1 Welle Nord : 슐레스비히홀슈타인 지역 방송.
  - NDR 1 Radio MV : 메클렌부르크포어포메른 지역 방송.
- NDR 2 : 청년층 대상 음악 채널.
- NDR Kultur : 클래식 음악 및 문화, 예술 채널. (구 NDR 3)
- NDR Info : 뉴스 및 시사 채널. (구 NDR 4 또는 NDR 4 Info)
- N-Joy : 청소년 대상의 채널.
- Nordwestradio : 라디오 브레멘과 공동으로 운영하는 문화 채널.
- NDR Blue

## 악단
- 북독일 방송 엘프필하모니 관현악단
- 북독일 방송 필하모닉 오케스트라